# Frans Stallen
Franciscus (Frans) Stallen (Eindhoven, 16 november 1934 – Deurne, 27 oktober 2014) was een Nederlands voetballer die als linksbinnen speelde.
Stallen begon bij de Eindhovense amateurclub VV 't Groenewoud en speelde in het seizoen 1956/57 voor N.E.C.. Na twee seizoenen bij Helmondia, kwam hij in het seizoen 1959/60 uit voor Willem II. Hij ging hierna naar DHC en keerde in het seizoen 1962/63 terug bij N.E.C. in Nijmegen. Stallen speelde vervolgens een seizoen voor SC Enschede en twee voor AGOVV. Hij besloot zijn loopbaan in het seizoen 1966/67 bij Helmondia. Na zijn spelersloopbaan werd hij conciërge op een school.

## Carrièrestatistieken
| Seizoen         | Club               | Land            | Competitie       | Competitie | Competitie | Beker | Beker | Internationaal | Internationaal | Overig | Overig | Totaal | Totaal |
| Seizoen         | Club               | Land            | Competitie       | Wed.       | Dlp.       | Wed.  | Dlp.  | Wed.           | Dlp.           | Wed.   | Dlp.   | Wed.   | Dlp.   |
| --------------- | ------------------ | --------------- | ---------------- | ---------- | ---------- | ----- | ----- | -------------- | -------------- | ------ | ------ | ------ | ------ |
| 1956/57         | N.E.C.             | Nederland       | Tweede divisie B | –          | 11         | –     | 0     | 0              | 0              | 0      | 0      | –      | 11     |
| 1957/58         | Helmondia '55      | Nederland       | Eerste divisie B | –          | 9          | –     | 4     | 0              | 0              | 0      | 0      | –      | 13     |
| 1958/59         | Helmondia '55      | Nederland       | Eerste divisie B | –          | 4          | –     | 0     | 0              | 0              | 0      | 0      | –      | 4      |
| 1959/60         | Willem II          | Nederland       | Eredivisie       | 24         | 4          | –     | –     | 0              | 0              | 0      | 0      | 24     | 4      |
| 1960/61         | DHC                | Nederland       | Eerste divisie B | –          | 6          | –     | 3     | 0              | 0              | –      | 0      | –      | 9      |
| 1961/62         | DHC                | Nederland       | Eerste divisie A | –          | 10         | –     | 0     | 0              | 0              | 0      | 0      | –      | 10     |
| 1962/63         | N.E.C.             | Nederland       | Tweede divisie A | –          | 9          | –     | 2     | 0              | 0              | 0      | 0      | –      | 11     |
| 1963/64         | Sportclub Enschede | Nederland       | Eredivisie       | 6          | 0          | –     | 0     | 0              | 0              | 0      | 0      | –      | 0      |
| 1964/65         | AGOVV              | Nederland       | Tweede divisie A | –          | 7          | –     | 0     | 0              | 0              | –      | 0      | –      | 7      |
| 1965/66         | AGOVV              | Nederland       | Tweede divisie A | –          | 0          | –     | 0     | 0              | 0              | 0      | 0      | –      | 0      |
| 1966/67         | Helmondia '55      | Nederland       | Tweede divisie   | –          | 1          | –     | 0     | 0              | 0              | 0      | 0      | –      | 1      |
| Carrière totaal | Carrière totaal    | Carrière totaal | Carrière totaal  | –          | 61         | –     | 9     | 0              | 0              | –      | 0      | –      | 70     |